# Századforduló
Századforduló megnevezéssel többnyire a 19–20. század fordulóját, az 1890-től maximum 1914-ig terjedő időszakot illetik. Rokonértelmű kifejezésként használatos a francia fin de siècle (századvég), Belle Époque (szép korszak) vagy a porosz–francia háború végétől számítandó boldog békeidők megnevezés is. Kulturális, kultúrtörténeti, művészettörténeti és történeti megnevezés, amit a középiskolai történelemoktatásban is használnak.
A századforduló szellemileg tevékeny időszak. A magyarországi kultúra a századfordulón együtt létezett és haladt az európaival. 

## A kor társadalma
Az 1870/1871-es porosz–francia háborút szokatlanul hosszú békeidő követte. (De csak Európában. Ázsiában harcok folytak az oroszok és japánok, japánok és kínaiak között.) Ez lehetővé tette a gazdasági fellendülést Európa legjelentősebb országaiban: Angliában, Franciaországban, Németországban és az Osztrák–Magyar Monarchiában.
A legjelentősebb hajtóerő az ipari forradalom második hulláma volt, különös tekintettel a vegyiparra, az elektrotechnikára, az acéliparra és a közlekedésre. Az iparosodás révén a gyárak környékén új települések, nagy népsűrűségű agglomerációk jöttek létre. Jelentős fejlődésen ment keresztül az orvostudomány és a higiénia; csökkent a gyerekhalálozások száma, és nőtt a születéskor várható élettartam.
Megváltozott a munka természete. Az ipar munkamegosztással racionalizálta a gyártási folyamatokat, a munka egyhangúbb lett, de ugyanolyan megerőltető maradt. A munkások szakszervezetekbe és politikai pártokba szerveződtek, amik Franciaországban a Parti Socialiste (PS), Angliában a Munkáspárt (Labour Party), Németországban a Szociáldemokrata Párt (SPD) és Ausztriában az SPÖ (Ausztria Szociáldemokrata Pártja) elődei voltak. Ezek a pártok jelentős befolyással voltak hazájuk politikájára. Nyugaton a szocializmusnak egy új ága vált uralkodóvá, a revizionizmus (legfőbb ideológusa: Eduard Bernstein). Ezek a pártok már elfogadták a parlamentarizmus kereteit, és elvetették a marxista forradalmi utat.
Ebben az időszakban kétségtelenül többen érezték magukat anyagilag biztonságosabb helyzetben, optimistábbak voltak a politikában, technikai és kulturális viszonylatban. De a belle époque nem tekinthető egyértelműen a határtalan életörömök és általános társadalmi gondtalanság korának. A gazdák, a földművesek és a nehézipari dolgozók tömege nem sokat éreztek a kor szépségéből: sokat és sokáig dolgoztak, a gyorsan növekvő városok nyomorúságos, piszkos hátsó udvaraiban laktak.
A belle époque elsősorban a nagyvárosok sugárútjain, a kávéházakban és kabarékban, a műtermekben és galériákban, koncerttermekben és szalonokban zajlott. Főszereplője elsősorban a nagy- és középpolgárság volt, amely a legtöbbet nyert a technikai és gazdasági fejlődésből. Figyelemreméltó a dinamikus kulturális fejlődés is ebben a rétegben.
A művészet a polgári szabadidő-kultúra részévé vált. Ez magas szellemi igényű és alacsonyabb szintű szórakoztató tevékenységet foglalt magában, s magával hozta a közönség tagolódását. A közönséget már nem az adott színház páholyai, emeletei különítették el elsősorban, hanem maga a hely, ahol az illető eltölti a szabadidejét. Ezt természetesen az is meghatározza, hogy kinek milyenek az anyagi lehetőségei és szellemi igényei.
Szabadidejében a polgár ki akarja pihenni a munka fáradalmait. A művészetnek kikapcsolódást és szórakozást kell nyújtania. A magasabb szellemi igényű közönség számára pedig intenzív szellemi élvezetet. 
A műélvező (dilettáns), szórakozó polgár alkotta a közönséget, amely meghatározta a mű sorsát. 
A mű áruvá válik. A mű különleges áru, értékét az egyediség és a kereslet határozza meg.
A művész árutermelő, aki rákérdez és felel a kor társadalmi és szellemi problémáira.

## Kultúra
A korszak nem határozható meg stílustörténetileg, mert egyszerre több izmus és irányzat élt egymás mellett. A korszakot korábban a 19. század összekuszálódott végének vagy a 20. század tisztázatlan kezdetének tekintették, önálló voltára az 1970-es évektől kezdve figyeltek föl. Tovább élő historizmus és eklektika, szecesszió és szimbolizmus, impresszionizmus és posztimpresszionizmus és a kezdődő avantgárd korszaka ez. Jelentősége a különböző jelenségek összefüggéseiben rejlik: a centrum-periféria megkülönböztetés felszámolására törekvő csoportosulások, nyugati és keleti kultúrák találkozása (például a japonizmus), magas és populáris, primitív, szociális és alkalmazott művészet közti különbségek közti hierarchia eltűnése.
Különösen sokszínű és összetett a magyar századforduló: a modern festészet kezdetei (nagybányai művésztelep, szolnoki művésztelep), magányos, iskolához nem sorolható alkotók ( Mednyánszky László, Gulácsy Lajos, Csontváry Kosztka Tivadar), a gödöllői művésztelep, a Lechner-iskola, Kós Károly és köre illetve az akadémizmus-historizmus még élő képviselői (Székely Bertalan, Benczúr Gyula, Lotz Károly, Szinyei Merse Pál) alkottak.
Megszületett a mozgóképszínház; 1895-ben Berlinben történt a világ első filmvetítése a Skladanowsky testvérek szervezésében. A színes litográfia továbbfejlesztése (Jules Chéret és Henri de Toulouse-Lautrec) lehetővé tette elegáns színes plakátok olcsó nyomtatását. Az „utca művészete” esztétikus és morális hatással volt a tömegekre, az emberek lelkes érdeklődéssel figyelték és sokan gyűjtötték is az új plakátokat.
A divat területén is – elsősorban a női divatban – jelentős változások történtek: a viktoriánus pompa lassanként eltűnt, a nők megszabadultak a fűző kényelmetlenségeitől.
A századforduló embere számára gyakori és kedves időtöltés volt az olvasás. A korabeli olvasó a maitól eltérően viszonyult az írott drámához, illetve a néző a színjátékhoz. Az erőteljes emocionális élményt keresték, többre értékelték a színészi játékot a színdarab egészének mélységénél, erejénél, igazságánál.
A századforduló hazai színpadain a színészek játékát modorosság, mozgásukat nehézkesség, beszédüket deklamálás jellemezte. Ezt a trendet a Vígszínház törte meg új stílust alakítva ki, mely ennek a naturalista játékmodornak az ellentettje. A Vígszínház stílusát ekkor a könnyed, természetes beszédmodor és az elegáns, mulattató hangvétel jellemezte.
A gondtalan életérzés legkésőbb 1914-ben az első világháború kezdetével ért véget. De 1912-re is tehető a szép korszak vége: a Titanic elsüllyedése szimbolikusan megrendítette a technika mindenhatóságába vetett hitet; az új Nagy Háború előjelei miatt a jövőbe vetett bizalomból félelem és bizonytalanság lett.

## Fordítás
- Ez a szócikk részben vagy egészben  a   Belle Époque című német Wikipédia-szócikk fordításán alapul.  Az eredeti cikk szerkesztőit annak laptörténete sorolja fel. Ez a jelzés csupán a megfogalmazás eredetét és a szerzői jogokat jelzi, nem szolgál a cikkben szereplő információk forrásmegjelöléseként.